# Авторски договор
Авторските договори са юридически факти, при осъществяването на които възникват облигационни отношения с обект използването на защитени с авторски права произведения. В България регламентация на условията за сключване на договорите и пораждащите се от това правни последици са уредени в Закон за авторските права и сродните му права (ЗАвтПСП).
Принцип в авторското право е, че произведенията могат да бъдат използвани от 3-ти лица само със съгласието на носителите на авторски права (чл. 35). Изключенията от този принцип са правилата за свободно използване на произведенията по Глава пета. Авторските договори са правният способ, с помощта на който използването на произведението може да бъде отстъпено на 3-ти лица.
Юридическо определение на авторски договор се съдържа в чл. 36, ал. 1 ЗАвтПСП: „С договора за използване на произведението авторът отстъпва на ползвател изключителното или неизключителното право да използва създаденото от него произведение при определени условия и срещу възнаграждение.“ Оттук следва, че авторският договор е консенсуален, двустранен и възмезден. Консенсуален – защото простото съгласие между страните е достатъчно, за да се породят желаните от тях правни последици. Ако обаче с договора се отстъпва изключително право законът изисква писмена форма – ал. 4. Двустранен – защото се пораждат задължение и за двете страни. Възмезден – защото се извършва размяна на еквивалентни за страните престации и не е налице намерение у едната страна да прояви щедрост спрямо другата – дължи се възнаграждение. Договорът е винаги срочен – ако не е уговорен срок, счита се че е сключен за 3 години, а при произведения на архитектурата – за 5 години (чл. 36, ал. 5). Има и ограничение на горната граница на срока – не може да бъде сключен за срок повече от 10 години. Това е гаранция, че икономически по-силната страна по договора, какъвто обикновено е ползвателят, няма да може да налага твърде неизгодни условия за автора. Относно териториалното действие на договора – виж чл. 36, ал. 6 ЗАвтПСП.
Задължения на носителя на авторското право:
1. Да отстъпи на ползвателя право да използва произведението, на чиито авторски права е носител. Неизчерпателно изброяване на начините на използване имаме в чл. 18, ал. 2 ЗАвтПСП. Може да се отстъпи както изключително така и неизключително право на ползване. При отстъпване на изключително право на ползване носителят на авторското право не може сам да използва произведението по начина, за срока и на територията, уговорени в договора, нито да отстъпва това право другиму.
2. Също така носителят на авторското право следва да се въздържа от действия, които биха могли да конкурират действията по използване на произведението от ползвателя.
Задължения на ползвателя:
1. Да заплати уговореното възнаграждение. Ако то е уговорено като еднократна сума и получените приходи от използване на произведението съществено надвишават уговореното възнаграждение, носителят на авторското право може да иска увеличението му.
2. Реално да използва произведението, върху което му е отстъпено изключително право на ползване – чл. 39, ал. 1. Тази норма е изключение от принципа, че всеки сам решава дали да упражнява правата, на които е титуляр. Тя е гаранция срещу недобросъвестни действия от страна на ползвателя, целящи да блокират достъпа до дадено произведение. Носителят на авторското право може да развали договора, ако използването на произведението не е започнало в двегодишен срок от деня, в който е сключен договорът или ползвателят е получил достъп до произведението, когато това е станало след сключването. Това правило не се прилага за произведения на архитектурата.
Нищожен е договорът, с който авторът отстъпва правото да се използват всички произведения, които той би създал докато е жив.